# Nisís Kitrianí
Nisís Kitrianí är en ö i Grekland.   Den ligger i prefekturen Kykladerna och regionen Sydegeiska öarna, i den sydöstra delen av landet, 150 km sydost om huvudstaden Aten. Arean är 1,1 kvadratkilometer.
Terrängen på Nisís Kitrianí är lite kuperad. Öns högsta punkt är 91 meter över havet. Den sträcker sig 1,3 kilometer i nord-sydlig riktning, och 1,5 kilometer i öst-västlig riktning.